# Москвитяновка
Москвитяновка (укр. Москвитянівка) — село в Полонском районе Хмельницкой области Украины.
Население по переписи 2001 года составляло 212 человек. Почтовый индекс — 30541. Телефонный код — 3843. Занимает площадь 0,094 км². Код КОАТУУ — 6823684002.

## Местный совет
30540, Хмельницкая обл., Полонский р-н, с. Малая Шкаровка